# Polska Liga Koszykówki (2018/2019)
Polska Liga Koszykówki 2018/2019 lub Energa Basket Liga 2018/2019 – 85. edycja rozgrywek o tytuł mistrza Polski w koszykówce mężczyzn, po raz 72. organizowana w formule ligowej, a po raz 22. jako liga zawodowa (Polska Liga Koszykówki).
Zmagania toczyły się systemem kołowym, z fazą play-off na zakończenie sezonu, a brało w nich udział 16 najlepszych polskich klubów koszykarskich. Ich triumfator został Mistrzem Polski, zaś najsłabsza drużyna relegowana była do I ligi polskiej. Czołowe zespoły klasyfikacji końcowej uzyskały prawo występów w europejskich pucharach w sezonie 2019/2020 (Ligi Mistrzów FIBA, bądź FIBA Europe Cup).
Tytuł mistrza Polski wywalczył Anwil Włocławek, pokonując w finale play-off Polski Cukier Toruń 4:3.

## Zespoły

### Prawo gry
Spośród zespołów występujących w Polskiej Lidze Koszykówki w sezonie 2017/2018 zgodnie z regulaminem rozgrywek prawo do gry utracili Czarni Słupsk, którzy wycofali się z rozgrywek i zajęli 17. miejsce.
Zespoły, które występowały w Polskiej Lidze Koszykówki w sezonie 2017/2018 i zachowały prawo do gry w tych rozgrywkach w sezonie 2018/2019 to:
- Anwil Włocławek,
- Asseco Gdynia,
- AZS Koszalin,
- BM SLAM Stal Ostrów Wielkopolski,
- GTK Gliwice,
- King Szczecin,
- Legia Warszawa,
- Miasto Szkła Krosno,
- MKS Dąbrowa Górnicza,
- PGE Turów Zgorzelec,
- Polpharma Starogard Gdański,
- Polski Cukier Toruń,
- Rosa Radom,
- Stelmet Enea BC Zielona Góra,
- TBV Start Lublin,
- Trefl Sopot.

Ponadto prawo gry w Polskiej Lidze Koszykówki w sezonie 2018/2019 uzyskała:
- Spójnia Stargard (zwycięzca rozgrywek I ligi w sezonie 2017/2018)[2].

### Proces licencyjny
Kluby zainteresowane grą w Polskiej Lidze Koszykówki miały czas na zgłoszenie wniosku o grę w tych rozgrywkach do 13 lipca 2018 roku. Do procedury tej przystąpiło 17 drużyn: 16 występujących w Polskiej Lidze Koszykówki w sezonie 2017/2018 (Anwil, Arka, AZS, GTK, King, Legia, Miasto Szkła, MKS, Polpharma, Polski Cukier, Rosa, Stal, Start, Stelmet, Trefl, Turów) a także mistrz I ligi w sezonie 2017/2018 (Spójnia).
27 lipca PLK ogłosiła, iż licencje na grę w tych rozgrywkach w sezonie 2018/2019 otrzymało 14 klubów: Anwil Włocławek, Arka Gdynia, AZS Koszalin, GTK Gliwice, King Szczecin, Legia Warszawa, Miasto Szkła Krosno, Polpharma Starogard Gdański, Polski Cukier Toruń, Rosa Radom, Spójnia Stargard, Stelmet Enea BC Zielona Góra, TBV Start Lublin oraz Trefl Sopot. Licencji w pierwszym terminie nie otrzymały BM Slam Stal Ostrów Wielkopolski oraz MKS Dąbrowa Górnicza, zachowały jednak prawo odwołania od decyzji Zarządu PLK do Komisji Odwoławczej Polskiego Związku Koszykówki w ciągu 7 dni od ogłoszenia pierwotnej decyzji. PGE Turów Zgorzelec natomiast wycofał wniosek o przyznanie licencji i nie będzie występował w ekstraklasie w sezonie 2018/19.
6 sierpnia PLK po odwołaniu przyznała licencje BM Slam Stali Ostrów Wielkopolski oraz MKS Dąbrowa Górnicza.

## System rozgrywek
Sezon 2018/2019 w polskiej lidze koszykówki został zainaugurowany meczem o Superpuchar Polski, który został rozegrany 29 września 2018 roku. Rozgrywki Polskiej Ligi Koszykówki rozpoczęły się 6 października, kiedy to został rozegrany pierwszy mecz pierwszej kolejki.
Sezon 2018/2019 tak jak poprzednia edycja będzie składał się z dwóch faz: sezonu zasadniczego oraz fazy play-off.
W sezonie zasadniczym wszystkie zespoły będą rywalizowały ze sobą w systemie „każdy z każdym”, w którym każdy z klubów rozegra z każdym z pozostałych po 2 mecze ligowe. Po zakończeniu tej części rozgrywek 8 najwyżej sklasyfikowanych klubów przystąpi do fazy play-off. W ćwierćfinałach zmierzą się ze sobą drużyny, które w sezonie zasadniczym zajęły miejsca 1. i 8. (1. para), 2. i 7. (2. para), 3. i 6. (3. para) oraz 4. i 5. (4. para). Awans do półfinałów wywalczy w każdej z par zwycięzca 3 meczów, z kolei przegrani odpadną z dalszej rywalizacji i zostaną sklasyfikowani na miejscach 5–8 na podstawie miejsca zajętego w sezonie zasadniczym. W półfinałach rywalizować ze sobą będą zwycięzcy 1. i 4. pary ćwierćfinałowej oraz pary 2. i 3. Podobnie jak w ćwierćfinałach, również w półfinałach zwycięży klub, który wygra 3 spotkania. Drużyny, które tego dokonały zmierzą się ze sobą w finale, który toczył się będzie do wygrania przez któregoś z jego uczestników 4 meczów, a przegrani par półfinałowych zagrają ze sobą w meczu o trzecie miejsce, który rozegrany będzie do 2 zwycięstw.
Zespół które w sezonie zasadniczym zajmie 16. miejsce straci prawo do gry w rozgrywkach organizowanych przez Polską Ligę Koszykówki w sezonie 2019/20.

## Sezon zasadniczy

### Tabela
awans do play-off
     spadek z ligi
| Lp. | Drużyna                          | M  | Mecze | Mecze | Punkty | Punkty | Punkty | Punkty   | Pkt |
| Lp. | Drużyna                          | M  | W     | P     | +      | -      | +/-    | Stosunek | Pkt |
| --- | -------------------------------- | -- | ----- | ----- | ------ | ------ | ------ | -------- | --- |
| 1.  | Arka Gdynia                      | 30 | 25    | 5     | 2575   | 2393   | +182   | 1,0761   | 55  |
| 2.  | Polski Cukier Toruń              | 30 | 24    | 6     | 2678   | 2413   | +265   | 1,1098   | 54  |
| 3.  | Stelmet Enea BC Zielona Góra     | 30 | 24    | 6     | 2707   | 2410   | +297   | 1,1232   | 54  |
| 4.  | Anwil Włocławek                  | 30 | 22    | 8     | 2728   | 2460   | +268   | 1,1089   | 52  |
| 5.  | BM Slam Stal Ostrów Wielkopolski | 30 | 20    | 10    | 2577   | 2344   | +233   | 1,0994   | 50  |
| 6.  | MKS Dąbrowa Górnicza             | 30 | 17    | 13    | 2501   | 2514   | -13    | 0,9948   | 47  |
| 7.  | King Szczecin                    | 30 | 15    | 15    | 2565   | 2527   | +38    | 1,0150   | 45  |
| 8.  | Legia Warszawa                   | 30 | 15    | 15    | 2369   | 2396   | -27    | 0,9887   | 45  |
| 9.  | Polpharma Starogard Gdański      | 30 | 13    | 17    | 2711   | 2744   | -33    | 0,9880   | 43  |
| 10. | TBV Start Lublin                 | 30 | 13    | 17    | 2514   | 2525   | -11    | 0,9956   | 43  |
| 11. | Hydro Truck Radom                | 30 | 11    | 19    | 2348   | 2543   | -195   | 0,9233   | 41  |
| 12. | GTK Gliwice                      | 30 | 11    | 19    | 2468   | 2669   | -201   | 0,9247   | 41  |
| 13. | Spójnia Stargard                 | 30 | 9     | 21    | 2357   | 2551   | -194   | 0,9240   | 39  |
| 14. | AZS Koszalin                     | 30 | 8     | 22    | 2421   | 2655   | -234   | 0,9119   | 38  |
| 15. | Trefl Sopot                      | 30 | 7     | 23    | 2493   | 2598   | -105   | 0,9596   | 37  |
| 16. | Miasto Szkła Krosno              | 30 | 6     | 24    | 2438   | 2708   | -270   | 0,9003   | 36  |

### Wyniki
| Gospodarz/Gość                   | WLO    | GDY     | KOS    | OST    | GLI    | RAD    | SZC   | WAR    | KRO    | DGR    | STG     | TOR     | STA    | ZGR    | LUB     | SOP    |
| -------------------------------- | ------ | ------- | ------ | ------ | ------ | ------ | ----- | ------ | ------ | ------ | ------- | ------- | ------ | ------ | ------- | ------ |
| Anwil Włocławek                  | —      | 66:83   | 77:80  | 84:78  | 113:81 | 97:73  | 86:82 | 89:75  | 104:76 | 77:79  | 122:115 | 76:79   | 80:81  | 93:84  | 90:80   | 97:85  |
| Arka Gdynia                      | 98:89  | —       | 77:72  | 86:73  | 86:70  | 100:73 | 72:81 | 79:69  | 91:78  | 76:86  | 86:80   | 88:72   | 89:88  | 78:65  | 83:78   | 90:88  |
| AZS Koszalin                     | 76:91  | 84:89   | —      | 78:123 | 82:85  | 78:75  | 88:71 | 90:67  | 99:94  | 85:89  | 77:74   | 73:82   | 68:74  | 72:81  | 126:122 | 67:102 |
| BM Slam Stal Ostrów Wielkopolski | 73:80  | 65:75   | 100:76 | —      | 89:61  | 89:70  | 92:70 | 84:62  | 94:60  | 76:82  | 101:79  | 67:86   | 86:84  | 81:72  | 87:84   | 91:77  |
| GTK Gliwice                      | 81:86  | 74:78   | 95:71  | 76:114 | —      | 80:78  | 95:81 | 86:71  | 98:88  | 77:74  | 82:85   | 70:94   | 101:93 | 74:79  | 91:102  | 77:75  |
| Hydro Truck Radom                | 68:81  | 77:94   | 91:78  | 80:84  | 91:72  | —      | 61:79 | 87:82  | 85:68  | 65:76  | 88:81   | 85:87   | 76:72  | 74:70  | 87:79   | 75:68  |
| King Szczecin                    | 97:110 | 94:105  | 99:94  | 76:86  | 92:91  | 92:71  | —     | 80:72  | 74:66  | 99:84  | 91:101  | 95:98   | 91:62  | 80:87  | 72:75   | 94:104 |
| Legia Warszawa                   | 72:103 | 78:85   | 79:69  | 68:77  | 84:67  | 94:72  | 75:70 | —      | 86:78  | 75:77  | 91:76   | 68:63   | 76:72  | 59:76  | 83:78   | 75:58  |
| Miasto Szkła Krosno              | 88:93  | 72:96   | 93:86  | 79:82  | 101:89 | 76:92  | 86:92 | 85:88  | —      | 86:97  | 100:92  | 70:95   | 93:76  | 73:87  | 73:87   | 79:76  |
| MKS Dąbrowa Górnicza             | 81:101 | 62:82   | 93:91  | 94:82  | 79:86  | 82:74  | 82:91 | 74:80  | 88:82  | —      | 103:106 | 93:84   | 86:80  | 78:102 | 85:93   | 69:84  |
| Polpharma Starogard Gdański      | 95:92  | 100:104 | 99:84  | 75:90  | 96:80  | 107:86 | 84:99 | 102:97 | 105:77 | 99:105 | —       | 97:88   | 93:90  | 80:94  | 96:77   | 100:90 |
| Polski Cukier Toruń              | 80:89  | 96:73   | 89:65  | 87:70  | 113:98 | 92:56  | 87:71 | 94:80  | 99:91  | 91:77  | 96:87   | —       | 94:69  | 93:89  | 87:86   | 90:83  |
| Spójnia Stargard                 | 75:91  | 95:70   | 76:73  | 79:88  | 89:83  | 80:83  | 64:95 | 72:94  | 90:78  | 61:81  | 72:65   | 75:85   | —      | 59:85  | 75:87   | 76:82  |
| Stelmet Enea BC Zielona Góra     | 93:91  | 113:93  | 97:80  | 83:76  | 104:76 | 99:71  | 96:89 | 100:96 | 105:87 | 87:81  | 96:80   | 107:110 | 104:87 | —      | 92:70   | 93:75  |
| TBV Start Lublin                 | 70:88  | 71:80   | 81:59  | 88:83  | 85:73  | 109:91 | 71:80 | 67:81  | 83:75  | 72:84  | 104:91  | 93:91   | 78:93  | 69:77  | —       | 100:75 |
| Trefl Sopot                      | 82:92  | 84:89   | 90:100 | 93:96  | 96:99  | 97:93  | 82:88 | 86:92  | 79:86  | 70:80  | 82:71   | 72:76   | 96:98  | 85:90  | 77:75   | —      |

### Statystyki po sezonie zasadniczym

#### Liderzy statystyk indywidualnych według średniej
| Kategoria                  | Gracz            | Drużyna                          | Wynik |
| -------------------------- | ---------------- | -------------------------------- | ----- |
| Punkty                     | Jabarie Hinds    | Miasto Szkła Krosno              | 21,70 |
| Zbiórki                    | Shawn King       | BM Slam Stal Ostrów Wielkopolski | 11,10 |
| Asysty                     | Obie Trotter     | Hydro Truck Radom                | 7,6   |
| Przechwyty                 | Anthony Hickey   | Spójnia Stargard                 | 2,33  |
| Bloki                      | Cheikh Mbodj     | Polski Cukier Toruń              | 1,78  |
| Straty                     | Roderick Camphor | Spójnia Stargard                 | 3,67  |
| Faule                      | Damonte Dodd     | GTK Gliwice                      | 3,69  |
| Czas gry                   | Anthony Hickey   | Spójnia Stargard                 | 33:30 |
| Skuteczność z gry          | Brett Prahl      | Polpharma Starogard Gdański      | 69,7% |
| Skuteczność rzutów wolnych | Paweł Kikowski   | King Szczecin                    | 93,1% |
| Skuteczność za 3           | Anton Gaddefors  | TBV Start Lublin                 | 48,5% |
| Eval                       | Shawn King       | BM Slam Stal Ostrów Wielkopolski | 20,9  |

#### Rekordy
| Kategoria        | Gracz             | Drużyna                     | Wynik |
| ---------------- | ----------------- | --------------------------- | ----- |
| Punkty           | Jabarie Hinds     | Miasto Szkła Krosno         | 38    |
| Zbiórki          | Milan Milovanović | Trefl Sopot                 | 22    |
| Asysty           | Torey Thomas      | AZS Koszalin                | 15    |
| Przechwyty       | Ben Richardson    | MKS Dąbrowa Górnicza        | 8     |
| Bloki            | Adam Kemp         | Polpharma Starogard Gdański | 7     |
| Celne rzuty za 3 | James Florence    | Arka Gdynia                 | 10    |

#### Liderzy statystyk drużynowych według średniej
| Kategoria                    | Drużyna                      | Wynik |
| ---------------------------- | ---------------------------- | ----- |
| Punkty                       | Anwil Włocławek              | 90,9  |
| Zbiórki                      | Anwil Włocławek              | 39,7  |
| Asysty                       | Anwil Włocławek              | 23,8  |
| Przechwyty                   | Anwil Włocławek              | 8,83  |
| Bloki                        | Polski Cukier Toruń          | 3,8   |
| Straty                       | GTK Gliwice                  | 14,9  |
| Skuteczność z gry            | Stelmet Enea BC Zielona Góra | 52,0% |
| Skuteczność z rzutów wolnych | Trefl Sopot                  | 77,4% |
| Skuteczność za 3             | Polski Cukier Toruń          | 40,2% |

### Nagrody
Nagrody przyznane zostały po głosowaniu trenerów wszystkich klubów występujących w lidze.
- Najbardziej wartościowy zawodnik sezonu: James Florence
- Najlepsza piątka sezonu: James Florence, Josh Bostic, Michał Sokołowski, Cleveland Melvin, Aaron Cel
- Najlepszy zawodnik w obronie:  Martynas Paliukėnas
- Najlepszy polski zawodnik: Michał Sokołowski
- Najlepszy trener: Przemysław Frasunkiewicz

## Faza play-off
|  |             |                                  |             |                              |   |          |                     |          |  |  |       |       |       |
|  | Ćwierćfinał | Ćwierćfinał                      | Ćwierćfinał |                              |   | Półfinał | Półfinał            | Półfinał |  |  | Finał | Finał | Finał |
|  | Ćwierćfinał | Ćwierćfinał                      | Ćwierćfinał |                              |   | Półfinał | Półfinał            | Półfinał |  |  | Finał | Finał | Finał |
|  |             |                                  |             |                              |   |          |                     |          |  |  |       |       |       |
|  |             |                                  |             |                              |   |          |                     |          |  |  |       |       |       |
|  | 1           | Arka Gdynia                      | 3           |                              |   |          |                     |          |  |  |       |       |       |
|  | 1           | Arka Gdynia                      | 3           |                              |   |          |                     |          |  |  |       |       |       |
|  | 8           | Legia Warszawa                   | 2           |                              |   |          |                     |          |  |  |       |       |       |
|  | 8           | Legia Warszawa                   | 2           |                              |   | 1        | Arka Gdynia         | 2        |  |  |       |       |       |
|  |             |                                  |             |                              |   | 1        | Arka Gdynia         | 2        |  |  |       |       |       |
|  |             |                                  | 4           | Anwil Włocławek              | 3 |          |                     |          |  |  |       |       |       |
|  | 4           | Anwil Włocławek                  | 4           | Anwil Włocławek              | 3 | 3        |                     |          |  |  |       |       |       |
|  | 4           | Anwil Włocławek                  |             |                              |   |          |                     |          |  |  |       |       |       |
|  | 5           | BM Slam Stal Ostrów Wielkopolski | 0           |                              |   |          |                     |          |  |  |       |       |       |
|  | 5           | BM Slam Stal Ostrów Wielkopolski | 0           |                              |   | 4        | Anwil Włocławek     | 4        |  |  |       |       |       |
|  |             |                                  |             |                              |   |          |                     |          |  |  |       |       |       |
|  |             |                                  | 2           | Polski Cukier Toruń          | 3 |          |                     |          |  |  |       |       |       |
|  | 2           | Polski Cukier Toruń              | 2           | Polski Cukier Toruń          | 3 | 3        |                     |          |  |  |       |       |       |
|  | 2           | Polski Cukier Toruń              |             |                              |   |          |                     |          |  |  |       |       |       |
|  | 7           | King Szczecin                    | 0           |                              |   |          |                     |          |  |  |       |       |       |
|  | 7           | King Szczecin                    | 0           |                              |   | 2        | Polski Cukier Toruń | 3        |  |  |       |       |       |
|  |             |                                  |             |                              |   | 2        | Polski Cukier Toruń | 3        |  |  |       |       |       |
|  |             |                                  | 3           | Stelmet Enea BC Zielona Góra | 0 |          |                     |          |  |  |       |       |       |
|  | 3           | Stelmet Enea BC Zielona Góra     | 3           | Stelmet Enea BC Zielona Góra | 0 | 3        |                     |          |  |  |       |       |       |
|  | 3           | Stelmet Enea BC Zielona Góra     |             |                              |   |          |                     |          |  |  |       |       |       |
|  | 6           | MKS Dąbrowa Górnicza             | 1           |                              |   |          |                     |          |  |  |       |       |       |
|  | 6           | MKS Dąbrowa Górnicza             | 1           |                              |   |          |                     |          |  |  |       |       |       |

o 3. miejsce
|  |              |                              |         |
|  | O 3. miejsce |                              |         |
|  |              |                              |         |
|  |              |                              |         |
|  |              |                              |         |
|  | 3            | Stelmet Enea BC Zielona Góra | 1 (175) |
|  | 3            | Stelmet Enea BC Zielona Góra | 1 (175) |
|  | 1            | Arka Gdynia                  | 1 (182) |
|  | 1            | Arka Gdynia                  | 1 (182) |
|  |              |                              |         |

### Ćwierćfinały
| 2 maja 2019 20:45 | Raport | Arka Gdynia 79 – 75 Legia Warszawa               | Arka Gdynia 79 – 75 Legia Warszawa | Arka Gdynia 79 – 75 Legia Warszawa                              |  | Gdynia Arena, Gdynia Widownia: 1491 Sędziowie: Piotr Pastusiak, Bartosz Puzoń, Paulina Gajdosz |
| 2 maja 2019 20:45 | Raport | Rezultaty w kwartach: 25-14, 14-17, 21-17, 19-27 |                                    |                                                                 |  | Gdynia Arena, Gdynia Widownia: 1491 Sędziowie: Piotr Pastusiak, Bartosz Puzoń, Paulina Gajdosz |
| 2 maja 2019 20:45 | Raport | Pkt: Florence 17 Zb: Wołoszyn 7 As: Florence 4   |                                    | Pkt: Matczak 24 Zb: Pinder 11 As: Kowalczyk, Soluade po 3 każdy |  | Gdynia Arena, Gdynia Widownia: 1491 Sędziowie: Piotr Pastusiak, Bartosz Puzoń, Paulina Gajdosz |

| 4 maja 2019 17:00 | Raport | Arka Gdynia 109 – 87 Legia Warszawa                           | Arka Gdynia 109 – 87 Legia Warszawa | Arka Gdynia 109 – 87 Legia Warszawa                            |  | Gdynia Arena, Gdynia Widownia: 1537 Sędziowie: Marcin Kowalski, Mariusz Nawrocki, Karol Nowak |
| 4 maja 2019 17:00 | Raport | Rezultaty w kwartach: 35-18, 20-25, 29-30, 25-14              |                                     |                                                                |  | Gdynia Arena, Gdynia Widownia: 1537 Sędziowie: Marcin Kowalski, Mariusz Nawrocki, Karol Nowak |
| 4 maja 2019 17:00 | Raport | Pkt: Florence 22 Zb: Bostic, Szubarga po 6 każdy As: Bostic 9 |                                     | Pkt: Karolak 32 Zb: trzech zawodników po 5 każdy As: Matczak 6 |  | Gdynia Arena, Gdynia Widownia: 1537 Sędziowie: Marcin Kowalski, Mariusz Nawrocki, Karol Nowak |

| 7 maja 2019 20:00 | Raport | Legia Warszawa 97 – 91 Arka Gdynia                                         | Legia Warszawa 97 – 91 Arka Gdynia | Legia Warszawa 97 – 91 Arka Gdynia         |  | Hala OSiR Bemowo, Warszawa Widownia: 299 Sędziowie: Jakub Zamojski, Roman Putyra, Tomasz Tomaszewski |
| 7 maja 2019 20:00 | Raport | Rezultaty w kwartach: 18-24, 29-12, 27-21, 23-34                           |                                    |                                            |  | Hala OSiR Bemowo, Warszawa Widownia: 299 Sędziowie: Jakub Zamojski, Roman Putyra, Tomasz Tomaszewski |
| 7 maja 2019 20:00 | Raport | Pkt: Karolak 26 Zb: Kołodziej, Matczak po 5 każdy As: Kowalczyk po 6 każdy |                                    | Pkt: Bostic 29 Zb: Bostic 6 As: Florence 8 |  | Hala OSiR Bemowo, Warszawa Widownia: 299 Sędziowie: Jakub Zamojski, Roman Putyra, Tomasz Tomaszewski |

| 9 maja 2019 17:45 | Raport | Legia Warszawa 100 – 94 Arka Gdynia                             | Legia Warszawa 100 – 94 Arka Gdynia | Legia Warszawa 100 – 94 Arka Gdynia          |  | Hala OSiR Bemowo, Warszawa Widownia: 299 Sędziowie: Marek Ćmikiewicz, Sławomir Moszakowski, Tomasz Trybalski |
| 9 maja 2019 17:45 | Raport | Rezultaty w kwartach: 20-33, 27-14, 22-17, 31-30                |                                     |                                              |  | Hala OSiR Bemowo, Warszawa Widownia: 299 Sędziowie: Marek Ćmikiewicz, Sławomir Moszakowski, Tomasz Trybalski |
| 9 maja 2019 17:45 | Raport | Pkt: Karolak 31 Zb: Kowalczyk, Matczak po 8 każdy As: Matczak 8 |                                     | Pkt: Bostic 29 Zb: Wołoszyn 8 As: Szubarga 5 |  | Hala OSiR Bemowo, Warszawa Widownia: 299 Sędziowie: Marek Ćmikiewicz, Sławomir Moszakowski, Tomasz Trybalski |

| 12 maja 2019 12:40 | Raport | Arka Gdynia 94 – 75 Legia Warszawa                            | Arka Gdynia 94 – 75 Legia Warszawa | Arka Gdynia 94 – 75 Legia Warszawa                             |  | Gdynia Arena, Gdynia Widownia: 2007 Sędziowie: Marcin Kowalski, Dariusz Zapolski, Jakub Pietrzak |
| 12 maja 2019 12:40 | Raport | Rezultaty w kwartach: 20-17, 35-18, 14-24, 25-16              |                                    |                                                                |  | Gdynia Arena, Gdynia Widownia: 2007 Sędziowie: Marcin Kowalski, Dariusz Zapolski, Jakub Pietrzak |
| 12 maja 2019 12:40 | Raport | Pkt: Florence 35 Zb: Bostic 7 As: Bostic, Florence po 4 każdy |                                    | Pkt: Matczak 17 Zb: Karolak 8 As: trzech zawodników po 2 każdy |  | Gdynia Arena, Gdynia Widownia: 2007 Sędziowie: Marcin Kowalski, Dariusz Zapolski, Jakub Pietrzak |
| 12 maja 2019 12:40 | Raport | Arka Gdynia wygrywa serię 3-2.                                |                                    |                                                                |  | Gdynia Arena, Gdynia Widownia: 2007 Sędziowie: Marcin Kowalski, Dariusz Zapolski, Jakub Pietrzak |

| 2 maja 2019 18:15 | Raport | Anwil Włocławek 89 – 84 BM Slam Stal Ostrów Wielkopolski | Anwil Włocławek 89 – 84 BM Slam Stal Ostrów Wielkopolski | Anwil Włocławek 89 – 84 BM Slam Stal Ostrów Wielkopolski |  | Hala Mistrzów, Włocławek Widownia: 3895 Sędziowie: Janusz Calik, Wojciech Liszka, Dariusz Lenczowski |
| 2 maja 2019 18:15 | Raport | Rezultaty w kwartach: 25-18, 21-24, 21-27, 22-15         |                                                          |                                                          |  | Hala Mistrzów, Włocławek Widownia: 3895 Sędziowie: Janusz Calik, Wojciech Liszka, Dariusz Lenczowski |
| 2 maja 2019 18:15 | Raport | Pkt: Almeida 29 Zb: Zyskowski 6 As: Almeida 8            |                                                          | Pkt: Ware 27 Zb: King 7 As: Scott 7                      |  | Hala Mistrzów, Włocławek Widownia: 3895 Sędziowie: Janusz Calik, Wojciech Liszka, Dariusz Lenczowski |

| 4 maja 2019 12:40 | Raport | Anwil Włocławek 86 – 78 BM Slam Stal Ostrów Wielkopolski | Anwil Włocławek 86 – 78 BM Slam Stal Ostrów Wielkopolski | Anwil Włocławek 86 – 78 BM Slam Stal Ostrów Wielkopolski |  | Hala Mistrzów, Włocławek Widownia: 3859 Sędziowie: Tomasz Trawicki, Łukasz Jankowski, Damian Ottenburger |
| 4 maja 2019 12:40 | Raport | Rezultaty w kwartach: 17-21, 18-15, 29-18, 22-24         |                                                          |                                                          |  | Hala Mistrzów, Włocławek Widownia: 3859 Sędziowie: Tomasz Trawicki, Łukasz Jankowski, Damian Ottenburger |
| 4 maja 2019 12:40 | Raport | Pkt: Simon 23 Zb: Broussard 7 As: Almeida 6              |                                                          | Pkt: Chyliński 21 Zb: Maraš 11 As: Ware 9                |  | Hala Mistrzów, Włocławek Widownia: 3859 Sędziowie: Tomasz Trawicki, Łukasz Jankowski, Damian Ottenburger |

| 7 maja 2019 17:45 | Raport | BM Slam Stal Ostrów Wielkopolski 98 – 105 Anwil Włocławek | BM Slam Stal Ostrów Wielkopolski 98 – 105 Anwil Włocławek | BM Slam Stal Ostrów Wielkopolski 98 – 105 Anwil Włocławek            |  | Hala Sportowa SP nr 2, Ostrów Wielkopolski Widownia: 995 Sędziowie: Piotr Pastusiak, Paweł Białas, Marcin Bieńkowski |
| 7 maja 2019 17:45 | Raport | Rezultaty w kwartach: 31-29, 26-24, 18-24, 23-28          |                                                           |                                                                      |  | Hala Sportowa SP nr 2, Ostrów Wielkopolski Widownia: 995 Sędziowie: Piotr Pastusiak, Paweł Białas, Marcin Bieńkowski |
| 7 maja 2019 17:45 | Raport | Pkt: Ware 23 Zb: King, Maraš po 11 każdy As: Ware 9       |                                                           | Pkt: Ignerski, Michalak po 15 każdy Zb: Szewczyk 13 As: Łączyński 10 |  | Hala Sportowa SP nr 2, Ostrów Wielkopolski Widownia: 995 Sędziowie: Piotr Pastusiak, Paweł Białas, Marcin Bieńkowski |
| 7 maja 2019 17:45 | Raport | Anwil Włocławek wygrywa serię 3-0.                        |                                                           |                                                                      |  | Hala Sportowa SP nr 2, Ostrów Wielkopolski Widownia: 995 Sędziowie: Piotr Pastusiak, Paweł Białas, Marcin Bieńkowski |

| 3 maja 2019 17:45 | Raport | Polski Cukier Toruń 70 – 65 King Szczecin                | Polski Cukier Toruń 70 – 65 King Szczecin | Polski Cukier Toruń 70 – 65 King Szczecin |  | Arena Toruń, Toruń Widownia: 2552 Sędziowie: Dariusz Zapolski, Robert Mordal, Michał Kuzia |
| 3 maja 2019 17:45 | Raport | Rezultaty w kwartach: 11-15, 18-19, 25-14, 16-17         |                                           |                                           |  | Arena Toruń, Toruń Widownia: 2552 Sędziowie: Dariusz Zapolski, Robert Mordal, Michał Kuzia |
| 3 maja 2019 17:45 | Raport | Pkt: Gruszecki, Kulig po 9 każdy Zb: Kulig 9 As: Śnieg 6 |                                           | Pkt: Schenk 17 Zb: Sajus 9 As: Schenk 9   |  | Arena Toruń, Toruń Widownia: 2552 Sędziowie: Dariusz Zapolski, Robert Mordal, Michał Kuzia |

| 5 maja 2019 19:00 | Raport | Polski Cukier Toruń 91 – 85 King Szczecin        | Polski Cukier Toruń 91 – 85 King Szczecin | Polski Cukier Toruń 91 – 85 King Szczecin |  | Arena Toruń, Toruń Widownia: 2054 Sędziowie: Marcin Kowalski, Michał Chrakowiecki, Tomasz Szczurewski |
| 5 maja 2019 19:00 | Raport | Rezultaty w kwartach: 19-15, 20-24, 23-27, 29-19 |                                           |                                           |  | Arena Toruń, Toruń Widownia: 2054 Sędziowie: Marcin Kowalski, Michał Chrakowiecki, Tomasz Szczurewski |
| 5 maja 2019 19:00 | Raport | Pkt: Lowery 27 Zb: Kulig 7 As: Lowery 9          |                                           | Pkt: Watts 28 Zb: Bartosz 7 As: Schenk 10 |  | Arena Toruń, Toruń Widownia: 2054 Sędziowie: Marcin Kowalski, Michał Chrakowiecki, Tomasz Szczurewski |

| 8 maja 2019 20:00 | Raport | King Szczecin 90 – 95 Polski Cukier Toruń                | King Szczecin 90 – 95 Polski Cukier Toruń | King Szczecin 90 – 95 Polski Cukier Toruń                    |  | Netto Arena, Szczecin Widownia: 1320 Sędziowie: Michał Proc, Adam Wierzman, Bartłomiej Kucharski |
| 8 maja 2019 20:00 | Raport | Rezultaty w kwartach: 22-12, 17-25, 26-27, 25-31         |                                           |                                                              |  | Netto Arena, Szczecin Widownia: 1320 Sędziowie: Michał Proc, Adam Wierzman, Bartłomiej Kucharski |
| 8 maja 2019 20:00 | Raport | Pkt: Sajus, Schenk po 18 każdy Zb: Bartosz 8 As: Watts 6 |                                           | Pkt: Lowery 21 Zb: trzech zawodników po 7 każdy As: Lowery 4 |  | Netto Arena, Szczecin Widownia: 1320 Sędziowie: Michał Proc, Adam Wierzman, Bartłomiej Kucharski |
| 8 maja 2019 20:00 | Raport | Polski Cukier Toruń wygrywa serię 3-0.                   |                                           |                                                              |  | Netto Arena, Szczecin Widownia: 1320 Sędziowie: Michał Proc, Adam Wierzman, Bartłomiej Kucharski |

| 3 maja 2019 20:00 | Raport | Stelmet Enea BC Zielona Góra 88 – 80 MKS Dąbrowa Górnicza | Stelmet Enea BC Zielona Góra 88 – 80 MKS Dąbrowa Górnicza | Stelmet Enea BC Zielona Góra 88 – 80 MKS Dąbrowa Górnicza |  | Hala widowiskowo-sportowa CRS, Zielona Góra Widownia: 2903 Sędziowie: Marek Maliszewski, Michał Sosin, Łukasz Andrzejewski |
| 3 maja 2019 20:00 | Raport | Rezultaty w kwartach: 26-21, 26-13, 14-29, 22-17          |                                                           |                                                           |  | Hala widowiskowo-sportowa CRS, Zielona Góra Widownia: 2903 Sędziowie: Marek Maliszewski, Michał Sosin, Łukasz Andrzejewski |
| 3 maja 2019 20:00 | Raport | Pkt: Planinić 21 Zb: Planinić 7 As: Starks 6              |                                                           | Pkt: Melvin 21 Zb: Deng 5 As: De León 4                   |  | Hala widowiskowo-sportowa CRS, Zielona Góra Widownia: 2903 Sędziowie: Marek Maliszewski, Michał Sosin, Łukasz Andrzejewski |

| 5 maja 2019 12:40 | Raport | Stelmet Enea BC Zielona Góra 89 – 97 MKS Dąbrowa Górnicza | Stelmet Enea BC Zielona Góra 89 – 97 MKS Dąbrowa Górnicza | Stelmet Enea BC Zielona Góra 89 – 97 MKS Dąbrowa Górnicza |  | Hala widowiskowo-sportowa CRS, Zielona Góra Widownia: 2658 Sędziowie: Marek Ćmikiewicz, Jan Piróg, Sławomir Moszakowski |
| 5 maja 2019 12:40 | Raport | Rezultaty w kwartach: 21-17, 22-26, 18-19, 28-35          |                                                           |                                                           |  | Hala widowiskowo-sportowa CRS, Zielona Góra Widownia: 2658 Sędziowie: Marek Ćmikiewicz, Jan Piróg, Sławomir Moszakowski |
| 5 maja 2019 12:40 | Raport | Pkt: Hosley 28 Zb: Šakić 8 As: Starks 9                   |                                                           | Pkt: Deng 25 Zb: Deng 11 As: De León 7                    |  | Hala widowiskowo-sportowa CRS, Zielona Góra Widownia: 2658 Sędziowie: Marek Ćmikiewicz, Jan Piróg, Sławomir Moszakowski |

| 8 maja 2019 17:45 | Raport | MKS Dąbrowa Górnicza 79 – 99 Stelmet Enea BC Zielona Góra | MKS Dąbrowa Górnicza 79 – 99 Stelmet Enea BC Zielona Góra | MKS Dąbrowa Górnicza 79 – 99 Stelmet Enea BC Zielona Góra     |  | Hala Centrum, Dąbrowa Górnicza Widownia: 1600 Sędziowie: Janusz Calik, Tomasz Trojanowski, Tomasz Tybor |
| 8 maja 2019 17:45 | Raport | Rezultaty w kwartach: 29-28, 24-18, 18-32, 8-21           |                                                           |                                                               |  | Hala Centrum, Dąbrowa Górnicza Widownia: 1600 Sędziowie: Janusz Calik, Tomasz Trojanowski, Tomasz Tybor |
| 8 maja 2019 17:45 | Raport | Pkt: De León 21 Zb: Deng 6 As: De León 7                  |                                                           | Pkt: Zamojski 26 Zb: Hosley, Zamojski po 7 każdy As: Starks 8 |  | Hala Centrum, Dąbrowa Górnicza Widownia: 1600 Sędziowie: Janusz Calik, Tomasz Trojanowski, Tomasz Tybor |

| 10 maja 2019 20:00 | Raport | MKS Dąbrowa Górnicza 73 – 81 Stelmet Enea BC Zielona Góra | MKS Dąbrowa Górnicza 73 – 81 Stelmet Enea BC Zielona Góra | MKS Dąbrowa Górnicza 73 – 81 Stelmet Enea BC Zielona Góra          |  | Hala Centrum, Dąbrowa Górnicza Widownia: 1400 Sędziowie: Wojciech Liszka, Dariusz Lenczowski, Michał Chrakowiecki |
| 10 maja 2019 20:00 | Raport | Rezultaty w kwartach: 22-28, 23-12, 15-26, 13-15          |                                                           |                                                                    |  | Hala Centrum, Dąbrowa Górnicza Widownia: 1400 Sędziowie: Wojciech Liszka, Dariusz Lenczowski, Michał Chrakowiecki |
| 10 maja 2019 20:00 | Raport | Pkt: Melvin 18 Zb: Deng, Melvin po 9 każdy As: De León 4  |                                                           | Pkt: Starks 19 Zb: Hrycaniuk 9 As: Koszarek, Sokołowski po 5 każdy |  | Hala Centrum, Dąbrowa Górnicza Widownia: 1400 Sędziowie: Wojciech Liszka, Dariusz Lenczowski, Michał Chrakowiecki |
| 10 maja 2019 20:00 | Raport | Stelmet Enea BC Zielona Góra wygrywa serię 3-1.           |                                                           |                                                                    |  | Hala Centrum, Dąbrowa Górnicza Widownia: 1400 Sędziowie: Wojciech Liszka, Dariusz Lenczowski, Michał Chrakowiecki |

### Półfinały
| 16 maja 2019 17:45 | Raport | Arka Gdynia 94 – 91 Anwil Włocławek              | Arka Gdynia 94 – 91 Anwil Włocławek | Arka Gdynia 94 – 91 Anwil Włocławek             |  | Gdynia Arena, Gdynia Widownia: 2897 Sędziowie: Tomasz Trawicki, Michał Proc, Bartłomiej Kucharski |
| 16 maja 2019 17:45 | Raport | Rezultaty w kwartach: 33-23, 28-21, 16-19, 17-28 |                                     |                                                 |  | Gdynia Arena, Gdynia Widownia: 2897 Sędziowie: Tomasz Trawicki, Michał Proc, Bartłomiej Kucharski |
| 16 maja 2019 17:45 | Raport | Pkt: Bostic 27 Zb: Wołoszyn 6 As: Florence 10    |                                     | Pkt: Almeida 24 Zb: Zyskowski 6 As: Broussard 5 |  | Gdynia Arena, Gdynia Widownia: 2897 Sędziowie: Tomasz Trawicki, Michał Proc, Bartłomiej Kucharski |

| 18 maja 2019 20:30 | Raport | Arka Gdynia 78 – 65 Anwil Włocławek                                | Arka Gdynia 78 – 65 Anwil Włocławek | Arka Gdynia 78 – 65 Anwil Włocławek             |  | Gdynia Arena, Gdynia Widownia: 3521 Sędziowie: Janusz Calik, Wojciech Liszka, Robert Mordal |
| 18 maja 2019 20:30 | Raport | Rezultaty w kwartach: 16-20, 16-10, 18-20, 28-15                   |                                     |                                                 |  | Gdynia Arena, Gdynia Widownia: 3521 Sędziowie: Janusz Calik, Wojciech Liszka, Robert Mordal |
| 18 maja 2019 20:30 | Raport | Pkt: Florence 16 Zb: czterech zawodników po 5 każdy As: Szubarga 6 |                                     | Pkt: Lichodiej 12 Zb: Almeida 8 As: Łączyński 8 |  | Gdynia Arena, Gdynia Widownia: 3521 Sędziowie: Janusz Calik, Wojciech Liszka, Robert Mordal |

| 21 maja 2019 17:45 | Raport | Anwil Włocławek 87 – 79 Arka Gdynia                               | Anwil Włocławek 87 – 79 Arka Gdynia | Anwil Włocławek 87 – 79 Arka Gdynia                             |  | Hala Mistrzów, Włocławek Widownia: 3909 Sędziowie: Jakub Zamojski, Łukasz Jankowski, Karol Nowak |
| 21 maja 2019 17:45 | Raport | Rezultaty w kwartach: 21-24, 24-12, 20-21, 22-22                  |                                     |                                                                 |  | Hala Mistrzów, Włocławek Widownia: 3909 Sędziowie: Jakub Zamojski, Łukasz Jankowski, Karol Nowak |
| 21 maja 2019 17:45 | Raport | Pkt: Broussard, Zyskowski po 16 każdy Zb: Almeida 8 As: Almeida 7 |                                     | Pkt: Florence 21 Zb: Bostic 10 As: trzech zawodników po 3 każdy |  | Hala Mistrzów, Włocławek Widownia: 3909 Sędziowie: Jakub Zamojski, Łukasz Jankowski, Karol Nowak |

| 23 maja 2019 17:45 | Raport | Anwil Włocławek 90 – 85 Arka Gdynia              | Anwil Włocławek 90 – 85 Arka Gdynia | Anwil Włocławek 90 – 85 Arka Gdynia         |  | Hala Mistrzów, Włocławek Widownia: 3963 Sędziowie: Marek Ćmikiewicz, Adam Wierzman, Łukasz Andrzejewski |
| 23 maja 2019 17:45 | Raport | Rezultaty w kwartach: 26-25, 16-27, 25-14, 23-19 |                                     |                                             |  | Hala Mistrzów, Włocławek Widownia: 3963 Sędziowie: Marek Ćmikiewicz, Adam Wierzman, Łukasz Andrzejewski |
| 23 maja 2019 17:45 | Raport | Pkt: Broussard 25 Zb: Zyskowski 8 As: Simon 4    |                                     | Pkt: Florence 38 Zb: Ginyard 8 As: Bostic 5 |  | Hala Mistrzów, Włocławek Widownia: 3963 Sędziowie: Marek Ćmikiewicz, Adam Wierzman, Łukasz Andrzejewski |

| 26 maja 2019 20:00 | Raport | Arka Gdynia 97 – 109 Anwil Włocławek             | Arka Gdynia 97 – 109 Anwil Włocławek | Arka Gdynia 97 – 109 Anwil Włocławek                                              |  | Gdynia Arena, Gdynia Widownia: 4000 Sędziowie: Piotr Pastusiak, Marek Maliszewski, Łukasz Jankowski |
| 26 maja 2019 20:00 | Raport | Rezultaty w kwartach: 26-26, 22-29, 23-23, 26-31 |                                      |                                                                                   |  | Gdynia Arena, Gdynia Widownia: 4000 Sędziowie: Piotr Pastusiak, Marek Maliszewski, Łukasz Jankowski |
| 26 maja 2019 20:00 | Raport | Pkt: Bostic 37 Zb: Wyka 6 As: Florence 8         |                                      | Pkt: Simon 33 Zb: trzech zawodników po 6 każdy As: czterech zawodników po 4 każdy |  | Gdynia Arena, Gdynia Widownia: 4000 Sędziowie: Piotr Pastusiak, Marek Maliszewski, Łukasz Jankowski |
| 26 maja 2019 20:00 | Raport | Anwil Włocławek wygrywa serię 3-2.               |                                      |                                                                                   |  | Gdynia Arena, Gdynia Widownia: 4000 Sędziowie: Piotr Pastusiak, Marek Maliszewski, Łukasz Jankowski |

| 17 maja 2019 18:30 | Raport | Polski Cukier Toruń 88 – 77 Stelmet Enea BC Zielona Góra | Polski Cukier Toruń 88 – 77 Stelmet Enea BC Zielona Góra | Polski Cukier Toruń 88 – 77 Stelmet Enea BC Zielona Góra |  | Arena Toruń, Toruń Widownia: 3052 Sędziowie: Marcin Kowalski, Marek Maliszewski, Marcin Koralewski |
| 17 maja 2019 18:30 | Raport | Rezultaty w kwartach: 31-15, 19-16, 20-24, 18-22         |                                                          |                                                          |  | Arena Toruń, Toruń Widownia: 3052 Sędziowie: Marcin Kowalski, Marek Maliszewski, Marcin Koralewski |
| 17 maja 2019 18:30 | Raport | Pkt: Lowery 20 Zb: Cel 9 As: Lowery 5                    |                                                          | Pkt: Starks 21 Zb: Šakić 8 As: Starks 7                  |  | Arena Toruń, Toruń Widownia: 3052 Sędziowie: Marcin Kowalski, Marek Maliszewski, Marcin Koralewski |

| 19 maja 2019 12:40 | Raport | Polski Cukier Toruń 81 – 67 Stelmet Enea BC Zielona Góra | Polski Cukier Toruń 81 – 67 Stelmet Enea BC Zielona Góra | Polski Cukier Toruń 81 – 67 Stelmet Enea BC Zielona Góra |  | Arena Toruń, Toruń Widownia: 3503 Sędziowie: Marek Ćmikiewicz, Arnaud Kom Njilo, Adam Wierzman |
| 19 maja 2019 12:40 | Raport | Rezultaty w kwartach: 23-17, 20-21, 15-21, 23-8          |                                                          |                                                          |  | Arena Toruń, Toruń Widownia: 3503 Sędziowie: Marek Ćmikiewicz, Arnaud Kom Njilo, Adam Wierzman |
| 19 maja 2019 12:40 | Raport | Pkt: Umeh 18 Zb: Cel 5 As: Lowery 7                      |                                                          | Pkt: Starks 21 Zb: Šakić 8 As: Hosley 4                  |  | Arena Toruń, Toruń Widownia: 3503 Sędziowie: Marek Ćmikiewicz, Arnaud Kom Njilo, Adam Wierzman |

| 22 maja 2019 17:45 | Raport | Stelmet Enea BC Zielona Góra 81 – 86 Polski Cukier Toruń | Stelmet Enea BC Zielona Góra 81 – 86 Polski Cukier Toruń | Stelmet Enea BC Zielona Góra 81 – 86 Polski Cukier Toruń |  | Hala widowiskowo-sportowa CRS, Zielona Góra Widownia: 3374 Sędziowie: Piotr Pastusiak, Michał Chrakowiecki, Michał Sosin |
| 22 maja 2019 17:45 | Raport | Rezultaty w kwartach: 22-22, 15-30, 19-9, 25-25          |                                                          |                                                          |  | Hala widowiskowo-sportowa CRS, Zielona Góra Widownia: 3374 Sędziowie: Piotr Pastusiak, Michał Chrakowiecki, Michał Sosin |
| 22 maja 2019 17:45 | Raport | Pkt: Starks 15 Zb: Humphrey 10 As: Starks 7              |                                                          | Pkt: Lowery 17 Zb: Lowery 7 As: Lowery 10                |  | Hala widowiskowo-sportowa CRS, Zielona Góra Widownia: 3374 Sędziowie: Piotr Pastusiak, Michał Chrakowiecki, Michał Sosin |
| 22 maja 2019 17:45 | Raport | Polski Cukier Toruń wygrywa serię 3-0.                   |                                                          |                                                          |  | Hala widowiskowo-sportowa CRS, Zielona Góra Widownia: 3374 Sędziowie: Piotr Pastusiak, Michał Chrakowiecki, Michał Sosin |

### Mecz o 3. miejsce
| 31 maja 2019 17:30 | Raport | Stelmet Enea BC Zielona Góra 95 – 77 Arka Gdynia               | Stelmet Enea BC Zielona Góra 95 – 77 Arka Gdynia | Stelmet Enea BC Zielona Góra 95 – 77 Arka Gdynia |  | Hala widowiskowo-sportowa CRS, Zielona Góra Widownia: 2541 Sędziowie: Dariusz Zapolski, Marcin Koralewski, Bartosz Puzoń |
| 31 maja 2019 17:30 | Raport | Rezultaty w kwartach: 25-27, 18-20, 23-16, 29-14               |                                                  |                                                  |  | Hala widowiskowo-sportowa CRS, Zielona Góra Widownia: 2541 Sędziowie: Dariusz Zapolski, Marcin Koralewski, Bartosz Puzoń |
| 31 maja 2019 17:30 | Raport | Pkt: Planinić, Starks po 22 każdy Zb: Planinić 12 As: Starks 7 |                                                  | Pkt: Dulkys 24 Zb: Dulkys 7 As: Szubarga 6       |  | Hala widowiskowo-sportowa CRS, Zielona Góra Widownia: 2541 Sędziowie: Dariusz Zapolski, Marcin Koralewski, Bartosz Puzoń |

| 3 czerwca 2019 20:30 | Raport | Arka Gdynia 105 – 80 Stelmet Enea BC Zielona Góra           | Arka Gdynia 105 – 80 Stelmet Enea BC Zielona Góra | Arka Gdynia 105 – 80 Stelmet Enea BC Zielona Góra                 |  | Gdynia Arena, Gdynia Widownia: 1373 Sędziowie: Marek Ćmikiewicz, Adam Wierzman, Mariusz Nawrocki |
| 3 czerwca 2019 20:30 | Raport | Rezultaty w kwartach: 20-22, 31-18, 23-17, 31-23            |                                                   |                                                                   |  | Gdynia Arena, Gdynia Widownia: 1373 Sędziowie: Marek Ćmikiewicz, Adam Wierzman, Mariusz Nawrocki |
| 3 czerwca 2019 20:30 | Raport | Pkt: Florence 33 Zb: Dulkys, Wyka po 5 każdy As: Szubarga 7 |                                                   | Pkt: Starks 16 Zb: Hosley, Sokołowski po 5 każdy As: Sokołowski 8 |  | Gdynia Arena, Gdynia Widownia: 1373 Sędziowie: Marek Ćmikiewicz, Adam Wierzman, Mariusz Nawrocki |

### Finał
| 30 maja 2019 17:30 | Raport | Polski Cukier Toruń 96 – 89 Anwil Włocławek      | Polski Cukier Toruń 96 – 89 Anwil Włocławek | Polski Cukier Toruń 96 – 89 Anwil Włocławek                 |  | Arena Toruń, Toruń Widownia: 4485 Sędziowie: Janusz Calik, Wojciech Liszka, Michał Chrakowiecki |
| 30 maja 2019 17:30 | Raport | Rezultaty w kwartach: 19-23, 27-27, 25-17, 25-22 |                                             |                                                             |  | Arena Toruń, Toruń Widownia: 4485 Sędziowie: Janusz Calik, Wojciech Liszka, Michał Chrakowiecki |
| 30 maja 2019 17:30 | Raport | Pkt: Gruszecki 18 Zb: Kulig 10 As: Gruszecki 5   |                                             | Pkt: Simon 28 Zb: Almeida, Simon po 6 każdy As: Łączyński 8 |  | Arena Toruń, Toruń Widownia: 4485 Sędziowie: Janusz Calik, Wojciech Liszka, Michał Chrakowiecki |

| 1 czerwca 2019 18:00 | Raport | Polski Cukier Toruń 78 – 89 Anwil Włocławek      | Polski Cukier Toruń 78 – 89 Anwil Włocławek | Polski Cukier Toruń 78 – 89 Anwil Włocławek    |  | Arena Toruń, Toruń Widownia: 4488 Sędziowie: Jakub Zamojski, Marcin Kowalski, Łukasz Jankowski |
| 1 czerwca 2019 18:00 | Raport | Rezultaty w kwartach: 19-27, 23-19, 18-29, 18-14 |                                             |                                                |  | Arena Toruń, Toruń Widownia: 4488 Sędziowie: Jakub Zamojski, Marcin Kowalski, Łukasz Jankowski |
| 1 czerwca 2019 18:00 | Raport | Pkt: Diduszko 18 Zb: Kulig 8 As: Wiśniewski 8    |                                             | Pkt: Almeida 18 Zb: Michalak 8 As: Łączyński 7 |  | Arena Toruń, Toruń Widownia: 4488 Sędziowie: Jakub Zamojski, Marcin Kowalski, Łukasz Jankowski |

| 4 czerwca 2019 18:00 | Raport | Anwil Włocławek 96 – 86 Polski Cukier Toruń                      | Anwil Włocławek 96 – 86 Polski Cukier Toruń | Anwil Włocławek 96 – 86 Polski Cukier Toruń                |  | Hala Mistrzów, Włocławek Widownia: 3963 Sędziowie: Piotr Pastusiak, Marek Maliszewski, Michał Sosin |
| 4 czerwca 2019 18:00 | Raport | Rezultaty w kwartach: 20-25, 27-15, 31-17, 18-29                 |                                             |                                                            |  | Hala Mistrzów, Włocławek Widownia: 3963 Sędziowie: Piotr Pastusiak, Marek Maliszewski, Michał Sosin |
| 4 czerwca 2019 18:00 | Raport | Pkt: trzech zawodników po 18 każdy Zb: Almeida 9 As: Broussard 7 |                                             | Pkt: Cel 15 Zb: czterech zawodników po 5 każdy As: Śnieg 6 |  | Hala Mistrzów, Włocławek Widownia: 3963 Sędziowie: Piotr Pastusiak, Marek Maliszewski, Michał Sosin |

| 6 czerwca 2019 17:30 | Raport | Anwil Włocławek 82 – 83 Polski Cukier Toruń                      | Anwil Włocławek 82 – 83 Polski Cukier Toruń | Anwil Włocławek 82 – 83 Polski Cukier Toruń                  |  | Hala Mistrzów, Włocławek Widownia: 3963 Sędziowie: Janusz Calik, Dariusz Zapolski, Wojciech Liszka |
| 6 czerwca 2019 17:30 | Raport | Rezultaty w kwartach: 15-26, 19-18, 26-11, 22-28                 |                                             |                                                              |  | Hala Mistrzów, Włocławek Widownia: 3963 Sędziowie: Janusz Calik, Dariusz Zapolski, Wojciech Liszka |
| 6 czerwca 2019 17:30 | Raport | Pkt: Almeida 34 Zb: czterech zawodników po 6 każdy As: Almeida 6 |                                             | Pkt: Lowery 24 Zb: Kulig 12 As: trzech zawodników po 3 każdy |  | Hala Mistrzów, Włocławek Widownia: 3963 Sędziowie: Janusz Calik, Dariusz Zapolski, Wojciech Liszka |

| 9 czerwca 2019 17:30 | Raport | Polski Cukier Toruń 74 – 70 Anwil Włocławek      | Polski Cukier Toruń 74 – 70 Anwil Włocławek | Polski Cukier Toruń 74 – 70 Anwil Włocławek                                       |  | Arena Toruń, Toruń Widownia: 5528 Sędziowie: Jakub Zamojski, Marcin Kowalski, Adam Wierzman |
| 9 czerwca 2019 17:30 | Raport | Rezultaty w kwartach: 21-19, 17-18, 14-15, 22-18 |                                             |                                                                                   |  | Arena Toruń, Toruń Widownia: 5528 Sędziowie: Jakub Zamojski, Marcin Kowalski, Adam Wierzman |
| 9 czerwca 2019 17:30 | Raport | Pkt: Mbodj 16 Zb: Cel 8 As: Umeh 5               |                                             | Pkt: Simon 20 Zb: Łączyński, Szewczyk po 5 każdy As: trzech zawodników po 4 każdy |  | Arena Toruń, Toruń Widownia: 5528 Sędziowie: Jakub Zamojski, Marcin Kowalski, Adam Wierzman |

| 12 czerwca 2019 17:30 | Raport | Anwil Włocławek 103 – 85 Polski Cukier Toruń     | Anwil Włocławek 103 – 85 Polski Cukier Toruń | Anwil Włocławek 103 – 85 Polski Cukier Toruń            |  | Hala Mistrzów, Włocławek Widownia: 3962 Sędziowie: Piotr Pastusiak, Marek Maliszewski, Dariusz Zapolski |
| 12 czerwca 2019 17:30 | Raport | Rezultaty w kwartach: 26-16, 20-23, 29-26, 28-20 |                                              |                                                         |  | Hala Mistrzów, Włocławek Widownia: 3962 Sędziowie: Piotr Pastusiak, Marek Maliszewski, Dariusz Zapolski |
| 12 czerwca 2019 17:30 | Raport | Pkt: Simon 31 Zb: Szewczyk 8 As: Łączyński 8     |                                              | Pkt: Umeh 17 Zb: Lowery, Sulima po 8 każdy As: Lowery 8 |  | Hala Mistrzów, Włocławek Widownia: 3962 Sędziowie: Piotr Pastusiak, Marek Maliszewski, Dariusz Zapolski |

| 14 czerwca 2019 20:00 | Raport | Polski Cukier Toruń 77 – 89 Anwil Włocławek                | Polski Cukier Toruń 77 – 89 Anwil Włocławek | Polski Cukier Toruń 77 – 89 Anwil Włocławek      |  | Arena Toruń, Toruń Widownia: 5590 Sędziowie: Piotr Pastusiak, Janusz Calik, Marek Maliszewski |
| 14 czerwca 2019 20:00 | Raport | Rezultaty w kwartach: 21-28, 19-22, 18-25, 19-14           |                                             |                                                  |  | Arena Toruń, Toruń Widownia: 5590 Sędziowie: Piotr Pastusiak, Janusz Calik, Marek Maliszewski |
| 14 czerwca 2019 20:00 | Raport | Pkt: Umeh 13 Zb: Kulig 9 As: Cel, Gruszecki po 5 każdy     |                                             | Pkt: Lichodiej 16 Zb: Almeida 10 As: Łączyński 6 |  | Arena Toruń, Toruń Widownia: 5590 Sędziowie: Piotr Pastusiak, Janusz Calik, Marek Maliszewski |
| 14 czerwca 2019 20:00 | Raport | Anwil Włocławek wygrał serię 4-3 i został mistrzem Polski. |                                             |                                                  |  | Arena Toruń, Toruń Widownia: 5590 Sędziowie: Piotr Pastusiak, Janusz Calik, Marek Maliszewski |

## Klasyfikacja końcowa
| Lp. | Drużyna                          |
| --- | -------------------------------- |
|     | Anwil Włocławek                  |
|     | Polski Cukier Toruń              |
|     | Arka Gdynia                      |
| 4.  | Stelmet Enea BC Zielona Góra     |
| 5.  | BM Slam Stal Ostrów Wielkopolski |
| 6.  | MKS Dąbrowa Górnicza             |
| 7.  | King Szczecin                    |
| 8.  | Legia Warszawa                   |
| 9.  | Polpharma Starogard Gdański      |
| 10. | TBV Start Lublin                 |
| 11. | Rosa Radom                       |
| 12. | GTK Gliwice                      |
| 13. | Spójnia Stargard                 |
| 14. | AZS Koszalin                     |
| 15. | Trefl Sopot                      |
| 16. | Miasto Szkła Krosno              |